# Ingotia sprungi
Ingotia sprungi är en korallart som beskrevs av Philip Alderslade 200. Ingotia sprungi ingår i släktet Ingotia och familjen Xeniidae. Inga underarter finns listade i Catalogue of Life.